# Xe buýt nhanh Hà Nội

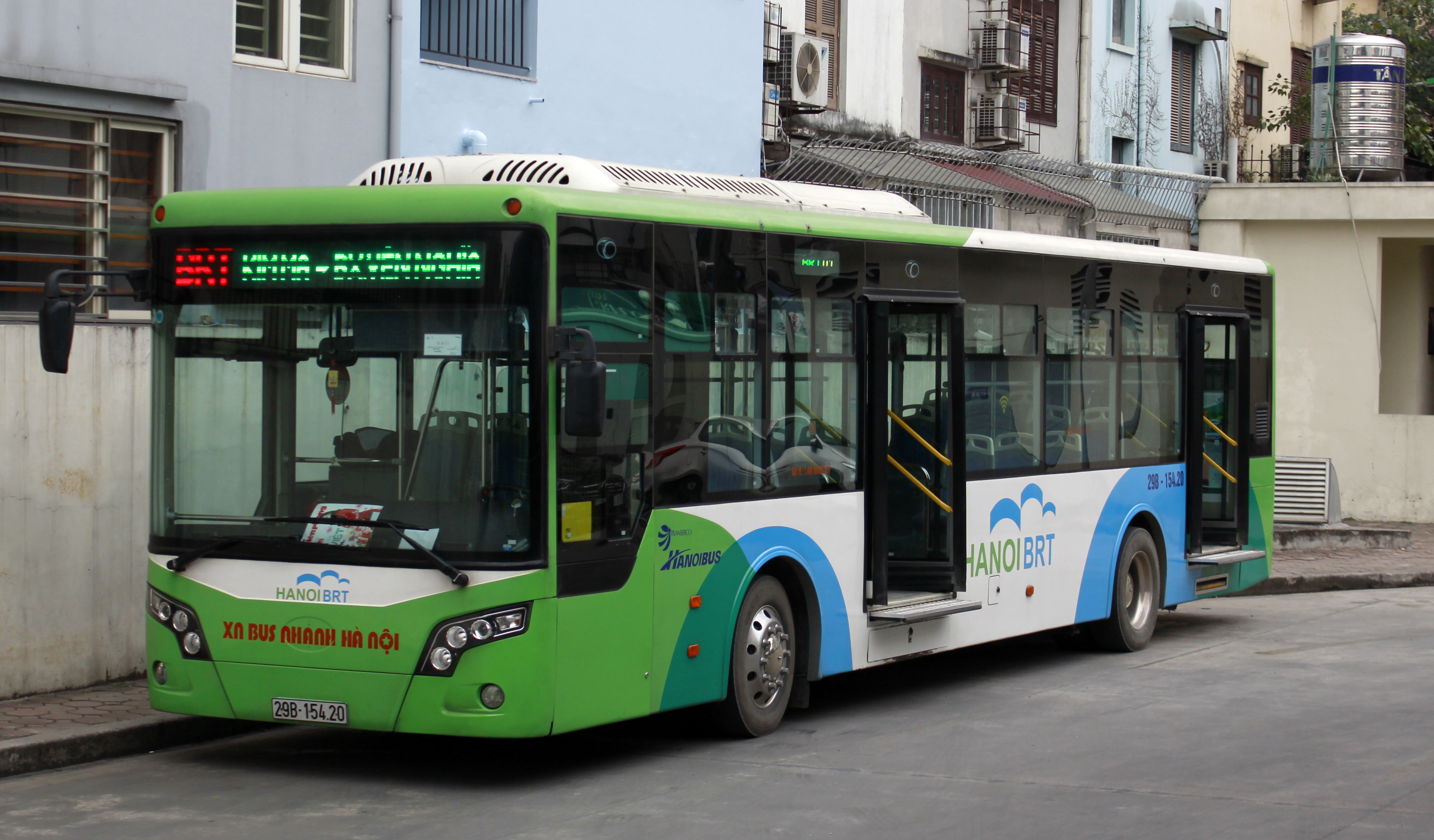
Hanoi BRT bus

Xe buýt nhanh Hà Nội, hay Hanoi BRT, là một loại hình giao thông công cộng tại Hà Nội do Xí nghiệp xe buýt nhanh Hà Nội vận hành. Theo quy hoạch được Thủ tướng Chính phủ nước Cộng hòa xã hội chủ nghĩa Việt Nam phê duyệt năm 2016, thành phố Hà Nội sẽ có 8 tuyến xe buýt nhanh và 3 tuyến quá độ. Tuyến xe buýt nhanh đầu tiên được đưa vào hoạt động ngày 31 tháng 12 năm 2016. Tới năm 2024, chưa có thêm tuyến xe buýt nhanh nào được đưa vào hoạt động.

## Mạng lưới
Tính tới năm 2024, chỉ có một tuyến xe buýt nhanh được đưa vào vận hành tại Thành phố Hà Nội.
| Tuyến | Đường đi                  | Số trạm/nhà chờ | Chiều dài (km) |
| ----- | ------------------------- | --------------- | -------------- |
| BRT01 | Bến xe Yên Nghĩa ↔ Kim Mã | 23              | 14,7           |

### Tuyến BRT01

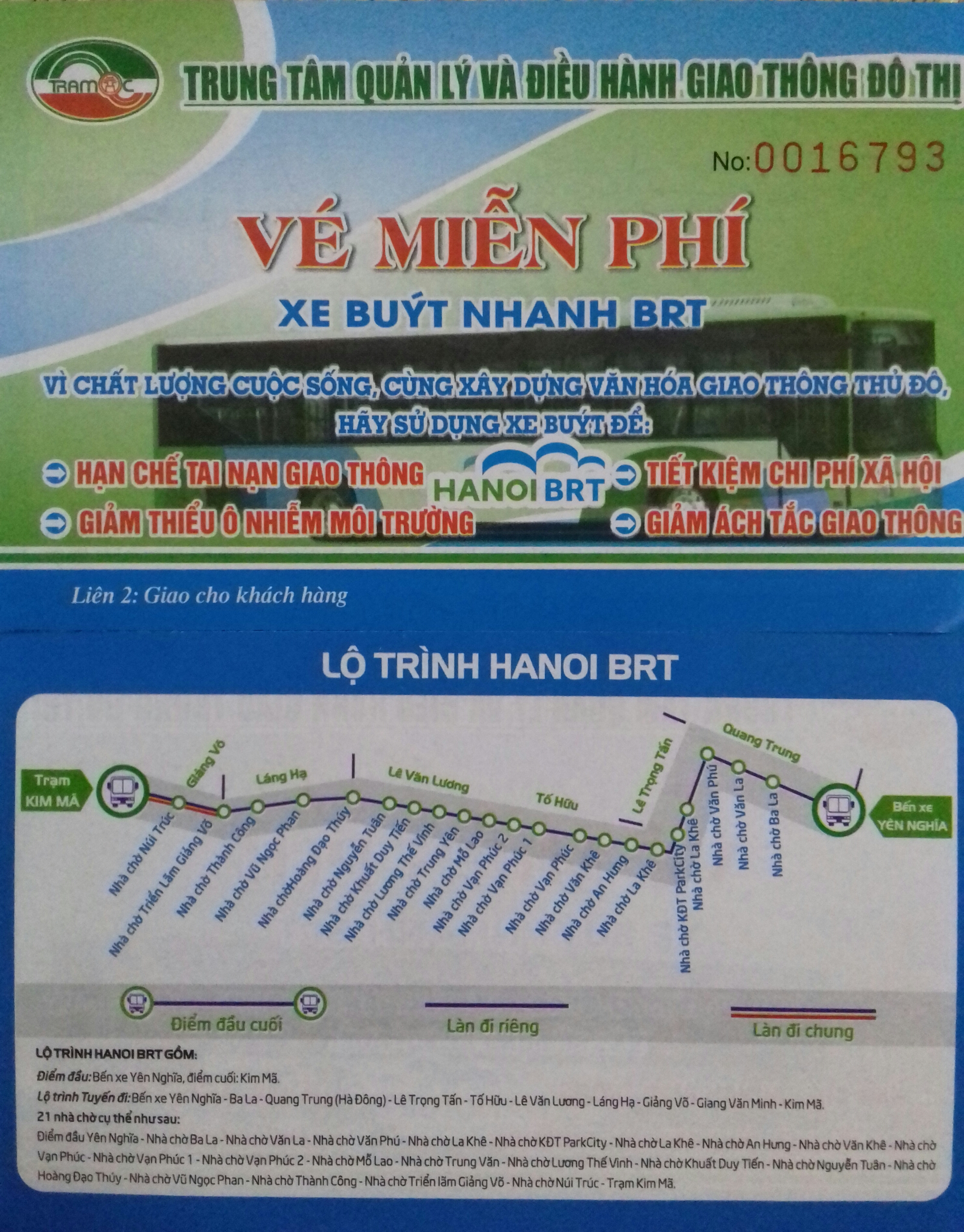
Mặt trước và mặt sau thẻ vé xe buýt nhanh Hà Nội. Trong 1 tháng đầu tiên triển khai, hành khách được sử dụng xe buýt nhanh miễn phí

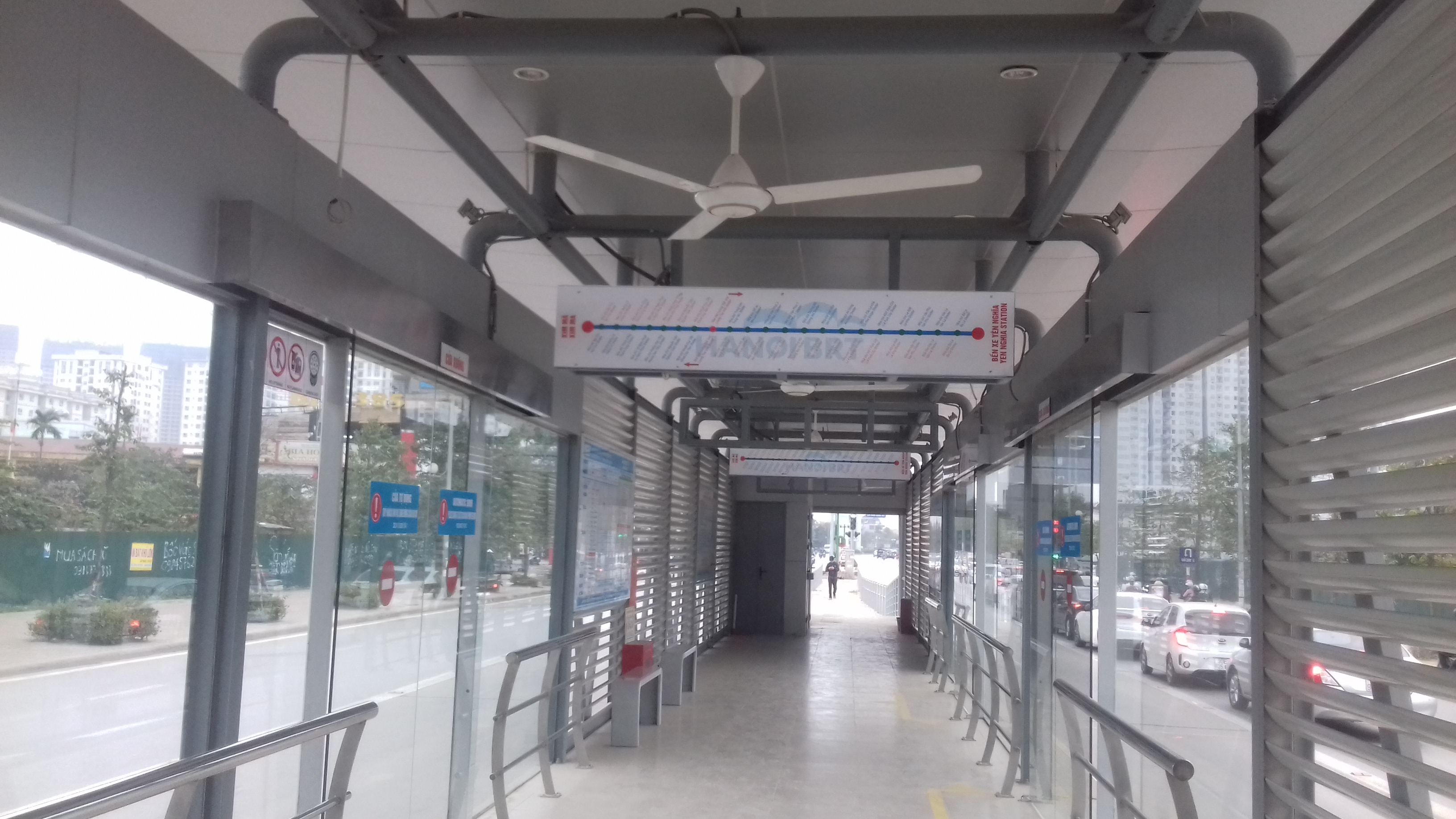
Bên trong một nhà chờ

Tổng đầu tư của dự án bao gồm xây dựng hạ tầng, nhà chờ, phương tiện... là 49 triệu USD bằng vốn vay của Ngân hàng Thế giới, trong đó có Việt Nam góp vốn đối ứng bằng chi phí giải phóng mặt bằng.

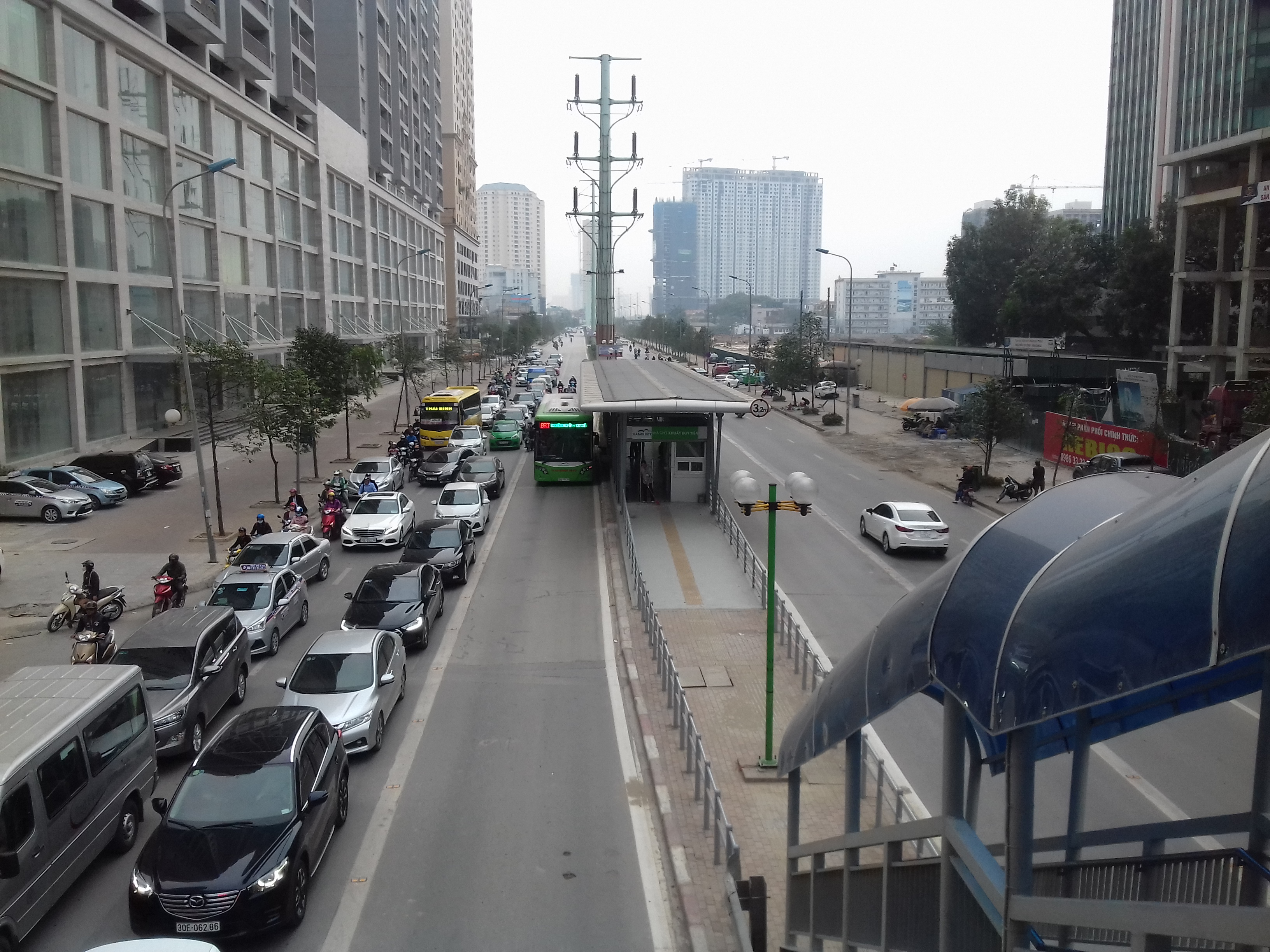
Một xe buýt đang vào nhà chờ trên đường Tố Hữu

Tuyến bắt đầu được khởi công vào quý I năm 2013 và dự kiến sẽ hoàn thành và đưa vào khai thác từ quý II/2015 nhưng bị chậm tiến độ và bắt đầu vận hành thử vào tháng 15/12/2016, vận hành chính thức vào 31/12/2016.
Toàn tuyến có chiều dài 14,7 km. Hệ thống nhà chờ gồm 21 nhà chờ (12 nhà chờ 4m và 9 nhà chờ 5m) và 2 trạm đầu cuối, đó là các nhà chờ: Kim Mã, Núi Trúc, Giảng Võ, Thành Công, Vũ Ngọc Phan, Hoàng Đạo Thúy, Nguyễn Tuân, Khuất Duy TIến, Lương Thế Vinh, Trung Yên, Mỗ Lào, Vạn Phúc 2, Vạn Phúc 1, Vạn Phúc, Văn Khê, An Hưng, Cầu La Khê, KĐT Park City, La Khê, Văn Phú, Văn La, Ba La và Bến xe Yên Nghĩa (đi từ hướng Bắc đến hướng Nam). Tuyến có 04 cầu đi bộ tiếp cận nhà chờ và 01 trạm sửa chữa, bảo dưỡng trong bến xe Yên Nghĩa và sử dụng loại xe buýt 12m. 

Để đảm bảo tuyến xe buýt nhanh hoạt động, Ủy ban nhân dân Thành phố Hà Nội đã phải tổ chức lại giao thông dọc lộ trình tuyến.

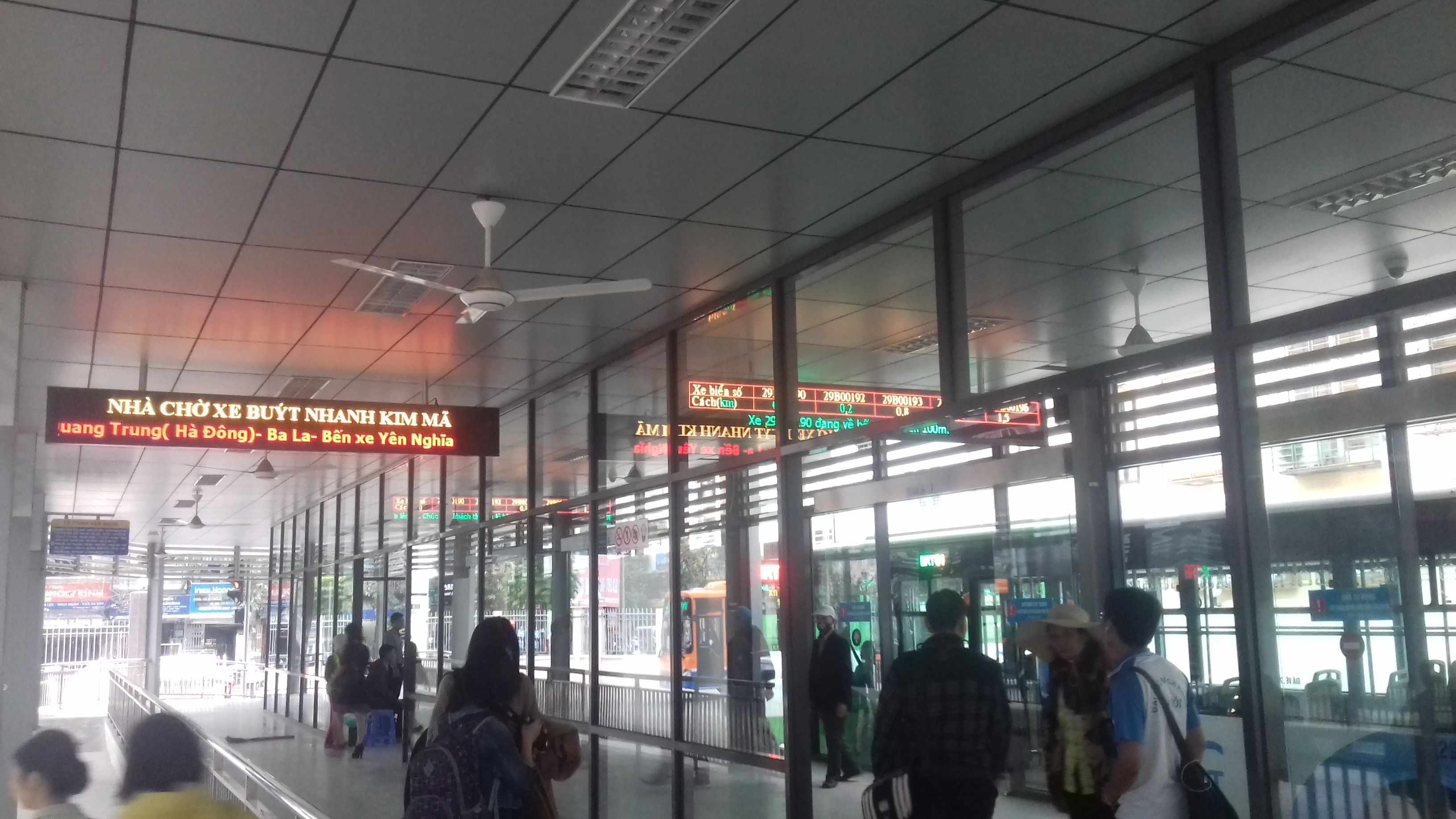
Trạm Bến xe Kim Mã - điểm đầu BRT 01

Theo đó, sẽ cấm xe taxi hoạt động trong giờ cao điểm tại trục đường Giảng Võ - Láng Hạ - Lê Văn Lương, cấm xe máy, xe thô sơ đi lên 2 cầu vượt đường bộ để ưu tiên cho xe buýt nhanh đồng thời bố trí các điểm trông giữ xe để phục vụ người dân đi lại trên tuyến xe buýt này. Trường hợp xe vi phạm đi vào khu vực đường dành riêng cho xe buýt nhanh có thể bị phạt tới 1.200.000 đồng đối với ôtô.
Xe buýt nhanh sẽ đi trên 2 làn đường riêng sát dải phân cách giữa của trục đường. Làn đường này được phân cách bằng gờ cao 20 cm. Nhà chờ cho hành khách được đặt trên dải phân cách giữa. Vị trí nhà chờ sẽ ở gần ngã tư nên hành khách đi theo vạnh sơn kẻ đường tại các nút giao thông để tiếp cận xe buýt. Theo thiết kế, hành khách sẽ sử dụng vé từ, được tự động soát vé trước khi vào nhà chờ nhưng hiện tại khi đưa vào hoạt động, hành khách sẽ sử dụng vé giấy giống xe buýt thông thường.
Tuyến BRT số 1 sẽ chạy với tần suất 5-15 phút/chuyến, công suất vận chuyển 90 khách, có 4 cửa ra vào, tốc độ di chuyển 22 km/h. Các xe đều có hệ thống GPS, kết nối với Trung tâm điều hành để giải quyết các sự cố có thể phát sinh. Tại nút giao thông cũng có hệ thống tích hợp với đèn tín hiệu để ưu tiên xe buýt nhanh qua nút. 

## Kế hoạch

### Tuyến xe buýt nhanh cố định[3]
- Tuyến 1(BRT01): Bến xe Yên Nghĩa - Kim Mã
- Tuyến 2(107): KCN cao Láng - Hòa Lạc thành phố Hà Nội - Bến xe Kim Mã
- Tuyến 3: Sơn Đồng - Ba Vì
- Tuyến 4: Phù Đổng - Bát Tràng - Hưng Yên
- Tuyến 5: Gia Lâm - Mê Linh
- Tuyến 6: Mê Linh - Yên Nghĩa - Lạc Đạo
- Tuyến 7: Ba La - Ứng Hòa
- Tuyến 8: Ứng Hòa - Phú Xuyên

### Tuyến xe buýt nhanh quá độ
3 tuyến xe buýt nhanh quá độ sẽ được xây dựng trong thời gian chờ thực hiện các tuyến đường sắt đô thị. Trong đó tuyến 9 sẽ trở thành tuyến đường sắt đô thị số 4: Mê Linh - Sài Đồng - Liên Hà, tuyến 10 sẽ trở thành tuyến đường sắt đô thị số 8: Sơn Động - Mai Dịch - Dương Xá, tuyến 11 sẽ trở thành tuyến monorail.
- Tuyến 9: Mê Linh - Sài Đồng - Liên Hà
- Tuyến 10: Sơn Đồng - Mai Dịch - Dương Xá
- Tuyến 11: Sơn Tây - Hòa Lạc - Xuân Mai